# Линија Деалулуј (Валча)
Линија Деалулуј (рум. Linia Dealului) насеље је у Румунији у округу Валча у општини Станешти. Oпштина се налази на надморској висини од 363 m.

## Становништво
Према подацима из 2002. године у насељу је живело 232 становника, од којих су сви румунске националности.